# Bembel
Bembel est une localité du Cameroun située dans le département du Mayo-Kani et la Région de l'Extrême-Nord. Elle fait partie de la commune de Mindif.

## Population
En 1975, la localité comptait 349 habitants, Foulbé (245) et Guiziga (104). Lors du recensement de 2005, 874 personnes y ont été dénombrées.